# Okupacijske meje v Sloveniji 1941–1945
Ob koncu marca 1941 so se v nizu nekaj dni na teritoriju Kraljevine Jugoslavije pričele odvijati ključne politične prelomnice, ki so v kontekstu evropskega (in jugoslovanskega) vojnega teatra usodno zaznamovale nadaljnji razplet dogodkov. Jugoslavija je bila 25. marca 1941 zaradi silnih diplomatsko-političnih, gospodarskih in vojaških dejavnikov v dunajskem dvorcu Belvedere prisiljena podpisati pristopno pogodbo o priključitvi k trojnemu paktu. Zgolj dva dni zatem je njen politični vrh stresel vojaški državni udar. Burne demonstracije in množični ulični protesti so prozahodno oz. probritansko usmerjene jugoslovanske oficirje vzpodbudile k uspešnemu prevratu. Nemške vojaške sile so na Hitlerjev ukaz izvedle napad na Jugoslavijo, ki se je brez predhodne vojne napovedi zgodil v jutranjih urah 6. aprila 1941. Skupaj z nemškimi enotami so ozemlje Jugoslavije napadle tudi italijanske in madžarske vojaške enote.
Nacifašistične sile so do 11. aprila, v zgolj šestih dneh vojne, vojaško uničile jugoslovanske oddelke na slovenskem ozemlju. Boji v Sloveniji so se tako končali že v noči na 11. april. Do 12. aprila je Wehrmacht že v celoti zasedel vnaprej predvideni kos slovenskega ozemlja, Italijani pa so to storili nekje do 15. aprila s prodorom do Novega mesta. Oborožene sile jugoslovanske kraljeve vojske so brezpogojno kapitulirale 17. aprila 1941 ob 21. uri v zgradbi nekdanjega češkoslovaškega poslaništva v Beogradu. Za glavnega "pogajalca" je bil izbran nemški armadni general Maximilian von Weichs. Nemške sile so potrebovale zgolj 12 dni, da so po vzoru poljske, skandinavske in francoske kampanje vojaško in politično uničile še Jugoslavijo.
Nove okupacijske meje na Slovenskem je okvirno določil Hitler 27. marca 1941, dokončno pa so bile s »Smernicami za razdelitev Jugoslavije« (Allgemeinen Absichten für die spätere Organisation im jugoslawischen Raum). 3. in 12. aprila 1941 v Mönichkirchnu pri Dunaju, podrobnosti pa so kasneje na terenu reševale razmejitvene komisije.
Nemčija je zasedla Štajersko, severni del Dolenjske, Gorenjsko, [[Mežiška dolina|Mežiško dolino, Dravograd z okolico in severozahodni del Prekmurja. Italiji je pripadla večina Dolenjske in Notranjske ter Ljubljana. Na podlagi dogovora med Nemčijo in Madžarsko so Nemci Prekmurje predali Madžarski. Nekaj slovenskih vasi iz občine Bregana je prišlo v okvir Hrvaške (NDH).
Največ ozemlja je zasedla Nemčija (10.118,52 km2), sledili sta Italija (4550,66 km2) in Madžarska (99,54 km2), NDH pa je dobil okrog 12 km2. Skupna dolžina okupacijskih meja je bila 665,50 km in je predstavljala štiri različna mejna območja: med Nemčijo in Italijo, med Nemčijo in Madžarsko, med Nemčijo in NDH ter med Italijo in NDH. Slovenski narod je bil eden izmed najbolj razkosanih v Evropi, vsi okupatorji pa so zanj načrtovali izbris. 
Do razdelitve ozemlja je prišlo na podlagi meddržavnih pogodb med okupacijskimi državami. Nemčija in Neodvisna država Hrvaška (NDH) sta pogodbo sklenili 13. maja 1941, Italija in NDH pet dni kasneje, Nemčija in Italija pa 8. julija 1941. Pogodbe pa nista sklenili Nemčija in Madžarska.
Nemčija je svoj del zasedenega slovenskega ozemlja razdelila na dve začasni pokrajinski upravni enoti: Spodnjo Štajersko ter Gorenjsko z Mežiško dolino. Sedeža enot sta bila v prvih mesecih v Mariboru in na Bledu, nato pa prenesena v Gradec in Celovec. Vodila sta ju šefa civilne uprave. Obe upravni enoti so v pričakovanju hitre vključitve v rajh navznoter reorganizirali po nemškem vzoru okrajev in okrožij ter uvedli nemške službe in nemško rasno zakonodajo. Nemška meja z NDH in Italijo je postala južna meja nemškega rajha.
Italija je po napadu okupacijskih sil na Jugoslavijo vzhodno od rapalske meje  pridobila večino Dolenjske in Ljubljano z okolico. Na na novo pridobljenih ozemljih je ustanovila t. i. Ljubljansko pokrajino (italijansko Provincia di Lubiana), ki je postala del Kraljevine Italije. Kljub temu je ohranila nadzor na rapalski meji, ker je območje Primorske, tj. območje zahodno od meje med obema vojnama, štela za del italijanskega nacionalnega ozemlja, Ljubljansko pokrajino pa je šele hotela italijanizirati.
Po kapitulaciji Italije leta 1943 je celotno ozemlje sicer formalno ostalo del Mussolinijeve fašistične republike, a je dejansko prešlo pod nemško upravo. Ljubljanska pokrajina je postala del t. i. Operacijske cone za Jadransko primorje (nemško Operationszone Adriatisches Küstenland) s sedežem v Trstu.
Madžarska je potem, ko so ji Nemci predali Prekmurje (z izjemo štirih nemških vasi na zahodu Goričkega), uvedla vojaško upravo, ki je bila razdeljena na dva dela in podrejena neposredno Poveljstvu vojaško-upravne skupine južne armade, sprva s sedežem v Subotici in nato v Novem Sadu. Že avgusta 1941 so vojaško upravo zamenjali s civilno ter pričeli proces vključevanja ozemlja v madžarsko državo. Prekmurje so razdelili med dva okraja: Železna županija (madžarsko Vas megye) in Zalska županija (madžarsko Zala megye), kot je bilo v času Avstro-Ogrske pred prvo svetovno vojno, ko je bilo Prekmurje del madžarskega dela države.
NDH je nastala neposredno po začetku druge svetovne vojne približno na območju današnjih Hrvaške ter Bosne in Hercegovine, pa tudi dela Srbije. Pod njeno oblastjo se je leta 1941 znašlo pet slovenskih naselij, in sicer: Bregansko selo (današnja Slovenska vas), Nova vas pri Bregani (današnja Nova vas pri Mokricah), Jesenice na Dolenjskem, Obrežje in Čedem. Vasi obsegajo ozemlje približno 12 km2, na katerem je živelo okoli 800 prebivalcev.
Najdaljša je bila meja med Nemčijo in Italijo, ki je merila skoraj 277 km (tj. skoraj 42 % vseh okupacijskih meja). Sledile so meje med Italijo in NDH (172 km oziroma 26 %), Nemčijo in NDH (133 km oziroma 20 %) ter Nemčijo in Madžarsko (83 km oziroma 13 %). Dobra polovica (51,3 %) meja je imela potek, ki sovpada z današnjimi mejami Slovenije, slaba polovica (48,7 %) pa je potekala znotraj današnje Slovenije. Najdaljšo mejo znotraj današnjih meja Slovenije sta imeli Nemčija in Italija – 264 km oziroma 95 % poteka meje. Ostale meje so imele večji delež meje, ki sovpada z današnjimi mejami: Italija-NDH 171 km (99 %), Nemčija-NHD 115 km (86 %) in Nemčija-Madžarska 44 km (52 %). Določeni manjši odseki okupacijskih meja so potekali tudi izven današnjega ozemlja Slovenije (39 km), predvsem na mejah Nemčije (dobrih 25 km) in Italije (dobrih 12 km) z NDH, zato je skupna dolžina izmerjenih okupacijskih meja prek 700 km. Glede na reliefne enote je večina okupacijskih meja (47 %) potekala po strugah vodotokov ali v njihovi neposredni bližini. Glede na reliefno razgibanost Slovenije ni presenetljivo, da s 45 % sledi vzpeti svet. Dobra sedmina meja je potekala po grebenih gorovij, hribovij in gričevij, slaba tretjina pa po njihovih pobočjih. Zgolj slaba desetina meja je potekala po večjih ravninah.
Na terenu so nove razmejitve določile meddržavne komisije, in sicer do jeseni leta 1941, kljub temu pa nobena od držav na koncu ni bila povsem zadovoljna z razmejitvijo. Mejni režim se je na mejah razlikoval, posledično pa tudi življenje ob njih. Nekatere meje so bile neprimerno bolj utrjene kot druge, saj so imele minska polja, žične ovire, bunkerje itd. Praviloma so v bližini meje podrli vse stavbe in izsekali gozd, s čimer so omogočili njihov boljši nadzor. Meje je utrjevalo predvsem krajevno prebivalstvo s prisilnim delom. Nemški razmejitveni delegaciji je v tistem času predsedoval Kurt von Kamphoevener, v Carigradu rojeni nemški diplomat in berlinski uradnik zunanjega ministrstva (svetnik poslaništva), ki je kot vodja nemške delegacije za reševanje mejnih vprašanj v letih 1941–1943 urejal mejna vprašanja z Italijo, Madžarsko, Slovaško, NDH in drugod po Balkanu. Deloval je pod posebnim pooblastilom nemškega zunanjega ministra Joachima von Ribbentropa, s katerim je Kurtu 6. junija 1941 podelil velike pristojnosti pri urejanju nemško-hrvaške državne meje, določanju njenega točnega poteka, razreševanju mejnih nesoglasij in izpeljavi nujnih popravkov, za kar je bilo predvideno sodelovanje s hrvaškimi pristojnimi organi. V času razmejitvenega dela med Nemčijo in NDH si je pisarniške prostore uredil v zdraviliškem parku v Rogaški Slatini.

## Posamezne meje

### Meja med Nemčijo in NDH
Okupacijska oz. državna meja med nemškim rajhom in Neodvisno državo Hrvaško (NDH) se je na reki Sotli dokončno vzpostavila sredi junija 1941, ko je bila k nemškemu rajhu začasno priključena zagorska občina Hum na Sotli upravno in teritorialno vrnjena ustaškemu režimu NDH, kar je v času priključitve vplivalo na demarkacijsko spremembo poteka meje in njeno začasno premestitev v gričevnato notranjost Hrvaškega Zagorja.
Z novo mejo se je meja nemškega rajha premaknila na vzhodno in jugovzhodno mejo današnje Slovenije oziroma jugovzhodno mejo nekdanje Avstro-Ogrske dežele Štajerske, kjer je mejila na novoustanovljeno Neodvisno državo Hrvaško (NDH). Meja med Nemčijo in NDH je bila dolga približno 130 km, večji del mejne linije pa je potekala po reki Sotli. Meja se je v glavnem skladala z narodnostno in staro upravno mejo preteklih državnopolitičnih tvorb na tem območju. Sotla je bila že stoletja narodna meja med Slovenci in Hrvati. Sotla je bila v številnih pogledih posebna meja. Ne le, da so se na slednji končale južne meje Hitlerjevega rajha in je zatorej postala najjužnejša in zaščitna meja Tretjega rajha, ampak je obenem predstavljala še najvzhodnejšo mejo političnega okrožja Celje in posledično spodnještajerske zasedbene cone. To je tudi razlog, da ji je nacistična oblast namenila posebnost pozornost in jo v letih 1942-43 spremenila v masivno fizično pregrado. Utrdila je njene bregove in uvedla konstantno nadzorovanje obmejnega področja s pomočjo graničarskih patrulj, zgradila graničarske stražarnice in stražne stolpe, postavila visoko žično ograjo, namestila bodečo rezilno žico in vse skupaj močno zaminirala.
Nemška uprava je obmejni pas etnično očistila: deportirala Slovence in naselila kočevske Nemce ter močno vojaško zavarovala svojo novo južno državno mejo.

### Meja med Italijo in NDH
Meja je potekala od Kvarnerskega zaliva, točneje od naselja Bakar (danes Hrvaška), ki je pripadel Italiji, proti notranjosti vzhodno od rapalske meje, tako da je Italija dobila del Goskega Kotarja zahodno od Delnic, proti Osilnici v dolini Kolpe, kjer je danes meja med Slovenijo in Hrvaško. Od Osilnice je meja sledila reki Kolpi do Božakovega in nato po grebenu Gorjancev/Žumberka do Trdinovega vrha, od tam pa po nekdanji meji med Dravsko banovino in Hrvaško proti Gadovi peči, v bližini katere je bila tromeja z Nemčijo.
Da bi preprečili prehajanje meje slovenskim in hrvaškim partizanom v Beli krajini, so Italijani nameravali mejo na Gorjancih/Žumberku utrditi z žično ograjo in bunkerji. Gorvodno ob Kolpi naj žične ograje ne bi bilo, temveč zgolj utrjeni mostovi in drugi obrambni objekti tj. bunkerji. Zaradi kapitulacije spomladi 1943 jih je bilo zgrajenih le šest pri Metliki. 

### Meja med Nemčijo in Madžarsko
Prekmurje so najprej zasedli Nemci in ga nato 16. aprila 1941 predali Madžarom. Pod madžarsko okupacijo se je znašlo okoli 90.000 prebivalcev, med njimi je bilo okoli 15.000 Madžarov. Pridobljeno ozemlje so Madžari šteli za del po prvi svetovni vojni izgubljenih južnih pokrajin (Délvidék). Občutki prebivalstva so bili mešani, madžarska manjšina in del promadžarsko usmerjenega prebivalstva sta bila za Madžarsko, del prebivalstva pa je bil bolj navdušen nad Nemčijo. Pod Nemčijo so prišli kraji z večinsko nemškim prebivalstvom na severozahodu pokrajine: Fikšinci, Kramarovci, Ocinje in Rottenberg, kot del razdeljene Serdice. Podobno kot potok Ledava je razmejitveno vlogo imel tudi levi pritok Mure – potok Kučnica, ki je kot eden od mejnih vodotokov vse od srednjega veka dalje veljal za naravno razmejitveno črto med Nemškim cesarstvom in Ogrsko. Med obema vojnama je potok razmejeval Kraljevino Jugoslavijo in Avstrije, med drugo svetovno vojno pa Nemčijo in Madžarsko. Danes po njem poteka meja med Slovenijo in Avstrijo.

### Meja med Nemčijo in Italijo
Meja med Nemčijo in Italijo je bila med vsemi okupacijskimi mejami na Slovenskem najbolj obsežna in posledično najpomembnejša. Imela je dva kraka – zahodno in vzhodno od Ljubljane. Vzhodni krak je potekal od vzhodnih ljubljanskih predmestij, severno od Stične, Šentruperta in Krmelja, mimo Bučke, ki je bila na nemški strani, proti Zameškemu, kjer je dosegla reko Krko. Po Krki je potekala mimo Kostanjevice, ki je bila na italijanski strani, proti Bušeči vasi. Pred Bušečo vasjo je meja prestopila Krko in v bližini Gadove Peči dosegla točko, kjer je bila tromeja med Nemčijo, Italijo in NDH. V tem delu se je razmejitev približno ujemala z nekdanjo deželno mejo znotraj avstrijskega dela Avstro-Ogrske, tj. med deželama Kranjsko in Štajersko, čeprav so Nemci dobili tudi okrog 15 km širok pas južno od Save, ki je bila meja med nekdanjima avstrijskima deželama. Razlog je bil tako obrambni kot gospodarski. 
Zahodni krak meje je potekal severno in zahodno od Ljubljane prek Polhograjskega hribovja do nekdanje rapalske meje med Žirmi in Idrijo pri Spodnjem Vrsniku. Od tu pa je proti severu sledil nekdanji rapalski meji do nekdanje tromeje med Italijo, Jugoslavijo in Avstrijo.
Južni del nekdanje rapalske meje je postal »notranja« italijanska pokrajinska meja, ki pa so jo še vedno nadzorovali.
Po kapitulaciji Italije septembra 1943 je celotno današnje slovensko ozemlje, ki je bilo pod Italijo, prešlo pod nemško oblast kot Operacijska cona za Jadransko primorje s sedežem. Formalno je državna meja sicer še ostala, saj je na severu Italije nastala fašistična republika (t. i. Salojska republika), ki jo je vodil Mussolini, vanjo pa je še naprej spadala tudi Ljubljanska pokrajina.
Posebnost meje med Nemčijo in Italijo je bila meja v visokogorju. Zaradi težje prehodnosti, neposeljenosti in redkih poti je bila meja intenzivno zastražena predvsem na prelazih in sedlih, prek katerih so vodile poti in ceste (prelaz Vršič). V visokogorju še vedno najdemo mejne kamne ter ostanke ožičenosti sedel in prelazov.

### (Za)varovanje meje
Nove okupacijske meje so predvsem Nemci sistematično utrdili in zastražili z minskimi polji, žičnatimi ograjami, stražnimi stolpi in bunkerji. Za potrebe nadzora nad mejo so v mejnem pasu podrli vse stavbe. Znana je zgodba na nemško-italijanski meji v Polhograjskem hribovju. Mejna komisija je začrtala mejo kar čez dvorišče domačije, kar bi pomenilo, da bi ob postavitvi meje podrli domačijo z gospodarskimi objekti vred. Domačini so ponoči mejo prestavili nižje pod domačijo in jo tako obvarovali pred rušenjem.  Kjer je šla meja skozi gozd, so ga izsekali približno 50 metrov na široko, s čimer so omogočili boljši nadzor. Lastnik je les lahko odstranil in ga porabil za lastne potrebe, če ga ni, so ga odstranili prisilni delavci za potrebe Nemcev. Vej niso smeli zlagati na kupe, temveč so jih razmetali po čim večjem območju goloseka, da bi tudi na ta način zatrli rast podrasti. Žico in mine so Nemci na bolj prehodnih mestih postavili tudi v visokogorju. To so dosegli predvsem z uporabo prisilnega dela. Stražni stolpi so bili visoki okrog 30 metrov in strateško postavljeni tako, da so pokrivali prostor med enim in drugim stražnim stolpom. 
Stolp je bil zgrajen iz štirih nosilnih drogov, ki so bili iz dvojnih debel, na vrhu pa je bilo približno 3 krat 3 metre veliko pokrito stražarsko mesto. Dostop do stražarskega mesta je bil po lestvi ali lesenih stopnicah. Poleg stolpa so zgradili še bunker in namestili telefonsko povezavo.
Za dodaten nadzor meje so tako Nemci kot Italijani, poskrbeli z enotami, ki so bile nastanjene ob meji ter jo z obhodi redno preverjali. Meja je tako postala težko prehodna, mejni prehodi so bili redki, prehodi bodisi zaradi dela na njivah in travnikih bodisi zaradi nujnih opravkov pa zelo oteženi, mnogokrat odvisni od dobre volje stražarjev in obmejnih služb. Zato so bili ilegalni prehodi meje kljub velikemu tveganju in smrtih na minskih poljih pogosti.
Na mejnih prehodih so bila sestavni del žične ograje tudi velika železna vrata, ponekod pa zgolj lesena dvižna rampa. Na najbolj izpostavljenih mestih so postavili dva metra visoko pleteno ograjo, na vrhu katere je bila v treh vrstah bodeča žica. Za njo so po tleh položili dva do tri metre na široko zveriženo bodečo žico, nato pa nekaj metrov na široko še pehotne mine. Mine je položila vojska, vse ostalo delo so opravili mobiliziranci.
Na vsakih 500 m so bile opozorilne table v velikosti 20 do 30 cm z grozečim napisom »Pozor! Smrtna nevarnost«. Do nesreč zaradi eksplozivnih teles je prihajajo že pri delavcih, ki so jih polagali.
Prav mine so predstavljale največjo nevarnost za krajevno prebivalstvo. Zaradi njih je bil ljudem otežen ali kar onemogočen prehod do njiv, gozdov, pot do trgovine, zdravnika ali cerkve pa se je znatno podaljšala. Tudi živina se ni mogla več pasti v obmejnem pasu.